# جامعه علمی ایرانیان در ژاپن
جامعه علمی ایرانیان در ژاپن گروهی است غیردولتی که از سال ۲۰۰۴ میلادی در کشور ژاپن فعال است. اعضای این گروه، دانشجویان و پژوهشگران ایرانی مقیم کشور ژاپن هستند. این انجمن در سال ۲۰۰۷ میلادی در حدود دویست و ده تن عضو دارد.
این جامعه از سال ۲۰۰۶ میلادی، هر سال سمینار سالانه جامعه علمی ایرانیان در ژاپن را در شهر توکیو برگزار می‌نماید.
اعضای هیأت پنج نفره جامعه، سالانه در ماه می میلادی از طریق انتخابات میان اعضا برگزیده می‌شوند.
شرایط عضویت در این جامعه برای ایرانیان، اقامت در ژاپن و عضویت در یکی از دانشگاه‌ها یا مراکز علمی این کشور است.